# Iiviöjärvi
Iiviöjärvi eller Iiviönjärvi är en sjö i Finland. Den ligger i kommunen Taivalkoski i landskapet Norra Österbotten, i den nordöstra delen av landet, 600 km norr om huvudstaden Helsingfors. Iiviöjärvi ligger 224,3 meter över havet. Arean är 1,52 kvadratkilometer och strandlinjen är 7,51 kilometer lång. Sjön  ingår i Ijo älvs huvudavrinningsområde. 